# Dragomirești-Vale (gmina)
Dragomirești-Vale – gmina w zachodniej części okręgu Ilfov w Rumunii. W skład gminy wchodzą wsie: Dragomirești-Vale, Dragomirești-Deal i Zurbaua. W 2011 roku liczyła 5243 mieszkańców.